# Koritinja
Koritinja je vesnice v Chorvatsku v Karlovacké župě, spadající pod opčinu města Karlovac. Nachází se asi 16 km východně od Karlovace. V roce 2011 zde žilo 113 obyvatel.
Vesnice leží na silnici D36. Sousedními vesnicemi jsou Blatnica Pokupska, Ivančići Pokupski a Šišljavić.